# Westensee
 Ikke at forveksle med Westensee (kommune).
Westensee (højde 3 moh.) er en sø i det nordlige Tyskland, beliggende i Amt Achterwehr under Kreis Rendsborg-Egernførde. Kreis Rendsborg-Egernførde ligger i den centrale del af delstaten Slesvig-Holsten. Søen er den femtestørste i Slesvig-Holsten og er karateriseret som en kalkholdig lavlandssø med et relativt stort afvandingsområde. Med sin beliggenhed mellem Kiel og Rendsburg danner den centrum i Naturpark Westensee. Den afvandes via Slesvig-Holstens største flod, Ejderen, og når via Achterwehrer Schifffahrtskanal Kielerkanalen.

## Beskrivelse
Westensee blev dannet i sidste istid, Weichsel-istiden som en gletsjerrandsø omgivet af højere endemoræner. Mod syd afgrænses søen af Tüteberg (88 moh.).
Anlæggelsen af Kielerkanalen i slutningen af det 19. århundrede medførte en sænkning af vandspejlet med omkring 75 cm. Mange steder langs søen kan man stadig se den tidligere søbred. De tidligere søområder er nu mest sumpe med spredt bevoksning. Især den nærliggende tørvesø er nu fuldstændig forsvundet.
Westensee benyttes meget til fritidsaktiviteter, men sejlads med motorbåde er forbudt, og sejlads med andre både er reguleret, og der er brugerbetaling for gennemsejlads, dog ikke for de lokale beboere. Der er badesteder i byerne Westensee, Hohenhude, Wrohe  og Wulfsfelde.

## Eksterne kilder og henvisninger
1. ↑  "Revierinformation". Arkiveret fra originalen 11. januar 2015. Hentet 23. oktober 2016.
2. ↑  Gewässerbeschreibung Eider (Obere Eider)
3. ↑  "Badewasserqualität Gemeindebadestelle Westensee". Arkiveret fra originalen 30. juni 2016. Hentet 23. oktober 2016.
4. ↑  "Badewasserqualität Gemeindebadestelle Hohenhude". Arkiveret fra originalen 30. juni 2016. Hentet 23. oktober 2016.
5. ↑  "Badewasserqualität Gemeindebadestelle Wrohe". Arkiveret fra originalen 30. juni 2016. Hentet 23. oktober 2016.
6. ↑  "Badewasserqualität Gemeindebadestelle Wulfsfelde". Arkiveret fra originalen 30. juni 2016. Hentet 23. oktober 2016.

- Wikimedia Commons har flere filer relateret til Westensee
- Umweltbericht des Landes Schleswig-Holstein zum Westensee